# Vaejovis deboerae
Espèce
Synonymes
- Vaejovis brysoni Ayrey & Webber, 2013

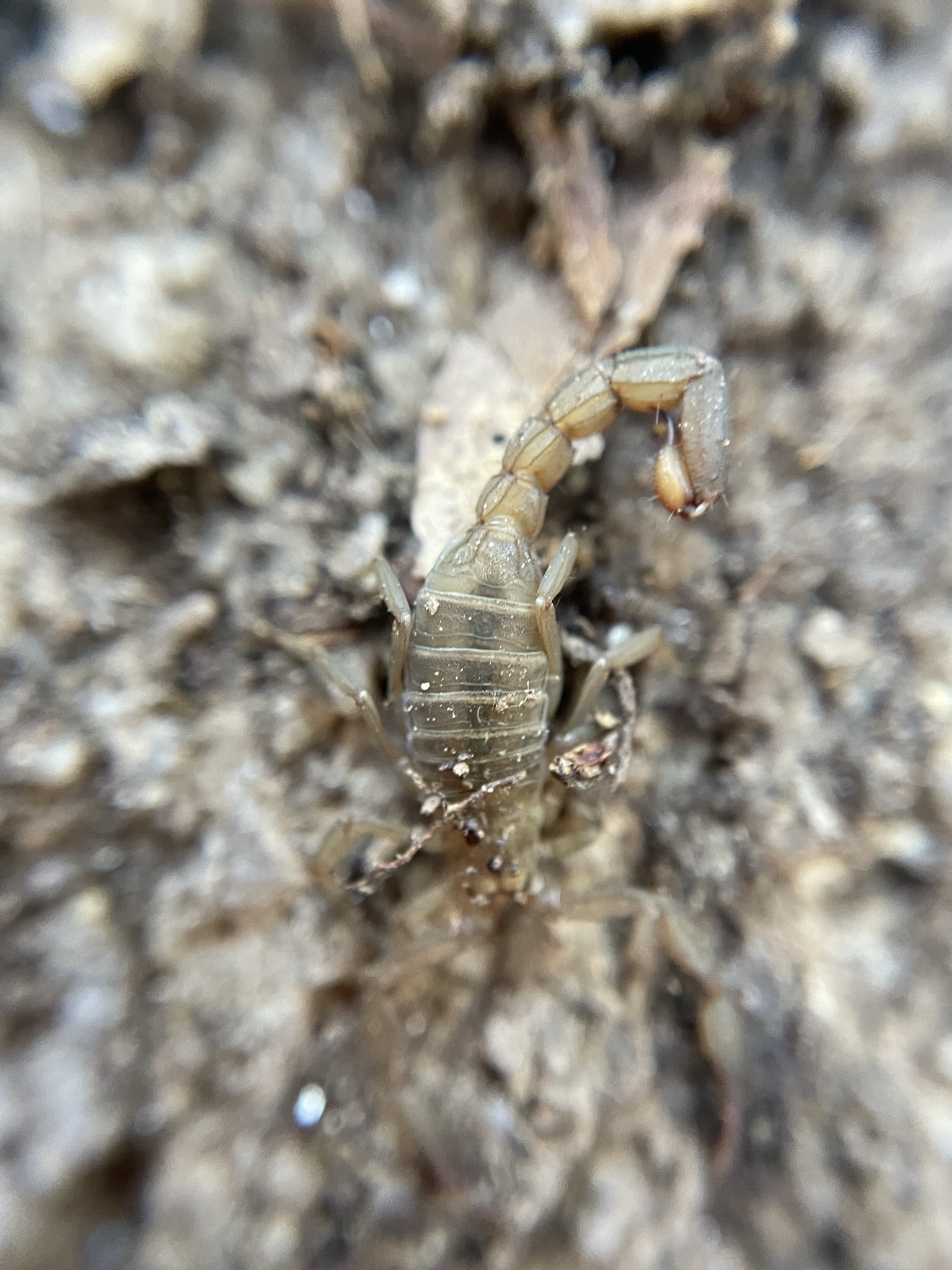
Vaejovis deboerae

Vaejovis deboerae est une espèce de scorpions de la famille des Vaejovidae.

## Distribution
Cette espèce est endémique d'Arizona aux États-Unis. Elle se rencontre dans le comté de Pima dans les monts Santa Catalina.

## Description
La femelle holotype mesure 33,14 mm et le mâle paratype 25,47 mm.

## Systématique et taxinomie
Vaejovis brysoni a été placée en synonymie par Jochim, Broussard et Hendrixson en 2020.

## Étymologie
Cette espèce est nommée en l'honneur de Melinda DeBoer-Ayrey.

## Publication originale
- Ayrey, 2009 : « Sky Island Vaejovis: A new species (Scorpiones: Vaejovidae). » Euscorpius, no 86, p. 1-12 (texte intégral).